# پارژیلین
پارژیلین (انگلیسی: Pargyline) (نام تجاری Eutonyl) یک داروی مهارکننده مونوآمین اکسیداز (MAO)-B انتخابی برگشت ناپذیر است (IC50 برای MAO-A 0.01152 میکرومول در لیتر و برای MAO-B 0.00820 میکرومول در لیتر است و در ایالات متحده وارد بازار شد) در بریتانیا توسط ابوت در سال ۱۹۶۳ به عنوان یک داروی ضد فشار خون با نام تجاری "Eutonyl". این دارو یکی از چندین مهارکننده MAO بود که در دهه ۱۹۶۰ معرفی شد، از جمله نیالامید، ایزوکاربوکسازید، فنلزین و ترانیل سیپرومین.: 146 : 60  افزون بر عملکرد آن به عنوان یک MAOI، مشخص شده است که پارژیلین با میل ترکیبی بالایی به گیرنده ایمیدازولین I2 (یک سایت آلوستریک روی آنزیم MAO) متصل می‌شود.